# Elecciones legislativas de Argentina de 1894
Las elecciones legislativas de Argentina de 1894 se realizaron entre febrero y septiembre del mencionado año para renovar la mitad de la Cámara de Diputados, cámara baja del Congreso de la Nación Argentina.

## Bancas a elegir
| Provincia           | Fecha                   | Bancas | A elegir |
| ------------------- | ----------------------- | ------ | -------- |
| Buenos Aires        | 4 de febrero de 1894    | 16     | 9        |
| Capital Federal     | 4 de febrero de 1894    | 9      | 4        |
| Catamarca           | 2 de septiembre de 1894 | 4      | 3        |
| Córdoba             | 4 de febrero de 1894    | 11     | 5        |
| Corrientes          | 11 de marzo de 1894     | 6      | 3        |
| Entre Ríos          | 4 de febrero de 1894    | 7      | 6        |
| Jujuy               | 4 de febrero de 1894    | 2      | 1        |
| La Rioja            | 4 de febrero de 1894    | 2      | 1        |
| Mendoza             | 4 de febrero de 1894    | 3      | 2        |
| Salta               | 4 de febrero de 1894    | 4      | 2        |
| San Juan            | 4 de febrero de 1894    | 3      | 1        |
| San Luis            | —                       | 3      | —        |
| Santa Fe            | 17 de junio de 1894     | 4      | 3        |
| Santiago del Estero | 11 de marzo de 1894     | 7      | 4        |
| Tucumán             | 22 de julio de 1894     | 5      | 3        |
| Total               | Total                   | 86     | 47       |

## Resultados por provincia
| Provincia           | Candidato                               | Votos  |
| ------------------- | --------------------------------------- | ------ |
| Buenos Aires        | Francisco Ayerza (UCR)                  | 11.456 |
| Buenos Aires        | Martín Demetrio Yrigoyen (UCR)          | 11.453 |
| Buenos Aires        | Adolfo Moutier (UCR)                    | 11.452 |
| Buenos Aires        | Eufemio Uballes (UCR)                   | 11.452 |
| Buenos Aires        | Felipe F. Pérez (UCR)                   | 11.451 |
| Buenos Aires        | Manuel Anselmo Ocampo (UCR)             | 11.450 |
| Buenos Aires        | Delfor del Valle (UCR)                  | 11.336 |
| Buenos Aires        | Juan Carlos Belgrano (UCR)              | 11.280 |
| Buenos Aires        | Alfredo Demarchi (UCR)                  | 11.113 |
| Buenos Aires        | Carlos Salas (UCN)                      | 10.174 |
| Buenos Aires        | Emilio Mitre (UCN)                      | 10.160 |
| Buenos Aires        | Joaquín Viejobueno (UCN)                | 10.160 |
| Buenos Aires        | Félix Bernal (UCN)                      | 10.156 |
| Buenos Aires        | Martín A. Martínez (UCN)                | 10.156 |
| Buenos Aires        | Emilio Frers (UCN)                      | 10.155 |
| Buenos Aires        | Enrique S. Quintana (UCN)               | 10.121 |
| Buenos Aires        | Julio Peña (UCN)                        | 10.046 |
| Buenos Aires        | Santiago Gregorio O'Farrell (UCN)       | 9.939  |
| Buenos Aires        | Julio S. Dantas (Unión Provincial)      | 8.378  |
| Buenos Aires        | Francisco Seguí (Unión Provincial)      | 8.310  |
| Buenos Aires        | José Inocencio Arias (Unión Provincial) | 8.199  |
| Buenos Aires        | Francisco B. Bosch (Unión Provincial)   | 8.190  |
| Buenos Aires        | Emilio Bunge (Unión Provincial)         | 8.186  |
| Buenos Aires        | Miguel Cané (Unión Provincial)          | 8.173  |
| Buenos Aires        | Mariano Unzué (Unión Provincial)        | 8.165  |
| Buenos Aires        | Julio Batet (Unión Provincial)          | 8.164  |
| Buenos Aires        | Julio Carrié (Unión Provincial)         | 8.154  |
| Buenos Aires        | José Nicolás Matienzo (UCR)             | 242    |
| Buenos Aires        | Álvaro Pinto                            | 91     |
| Buenos Aires        | Emilio Onubria                          | 90     |
| Buenos Aires        | Julio Llanos (Unión Provincial)         | 33     |
| Buenos Aires        | Carlos Olivera                          | 33     |
| Buenos Aires        | Gabriel Larsen del Castaño              | 32     |
| Buenos Aires        | Adolfo Silva Gerretón                   | 31     |
| Buenos Aires        | Miguel Gajena                           | 31     |
| Buenos Aires        | Casimiro Villamayor                     | 31     |
| Buenos Aires        | Luis Laje García                        | 30     |
| Buenos Aires        | Manuel J. Guernier                      | 4      |
| Buenos Aires        | Emilio Carranza                         | 4      |
| Buenos Aires        | Lisandro Olmos                          | 3      |
| Buenos Aires        | Domingo Demaría                         | 3      |
| Buenos Aires        | José S. Arévalo                         | 2      |
| Buenos Aires        | Ramón Santamarina (Unión Provincial)    | 2      |
| Buenos Aires        | Manuel S. Aguirre                       | 2      |
| Buenos Aires        | Dardo Rocha                             | 2      |
| Buenos Aires        | J. Caminos Arévalo                      | 2      |
| Buenos Aires        | Pastor Lacasa (Unión Provincial)        | 2      |
| Buenos Aires        | Leandro N. Alem (UCR)                   | 2      |
| Buenos Aires        | Francisco A. Barroetaveña (UCR)         | 2      |
| Buenos Aires        | Carlos Pellegrini (Unión Provincial)    | 2      |
| Buenos Aires        | 28 candidatos con un voto cada uno      | 28     |
| Capital Federal     | Francisco A. Barroetaveña (UCR)         | 5.499  |
| Capital Federal     | Teodoro García (UCR)                    | 5.468  |
| Capital Federal     | Carlos Tejedor (UCR)                    | 5.461  |
| Capital Federal     | Cornelio Saavedra Zavaleta (UCR)        | 5.362  |
| Capital Federal     | Bonifacio Lastra (UCN)                  | 3.647  |
| Capital Federal     | Miguel Morel (UCN)                      | 3.600  |
| Capital Federal     | Leopoldo Basavilbaso (UCN)              | 3.546  |
| Capital Federal     | Antonio V. Obligado (UCN)               | 3.302  |
| Capital Federal     | Lucio V. Mansilla (PAN)                 | 1.839  |
| Capital Federal     | Mariano de Vedia (PAN)                  | 1.351  |
| Capital Federal     | Francisco Bollini (PAN)                 | 1.146  |
| Capital Federal     | Alberto Méndez                          | 992    |
| Catamarca           | Adolfo Castellanos (PAN)                | 2.785  |
| Catamarca           | Gustavo Ferrary (PAN)                   | 2.784  |
| Catamarca           | Francisco Castellanos (PAN)             | 2.783  |
| Catamarca           | Simón Salas                             | 2      |
| Catamarca           | Joaquín Quiroga                         | 1      |
| Catamarca           | Luis Sánchez                            | 1      |
| Catamarca           | Manuel Barros                           | 1      |
| Catamarca           | Presto León J[...]                      | 1      |
| Catamarca           | Ramón Zula                              | 1      |
| Córdoba             | Cleto Peña (PAN)                        | 5.179  |
| Córdoba             | Eleazar Garzón (PAN)                    | 5.179  |
| Córdoba             | Tomás J. Luque (UCN)                    | 5.179  |
| Córdoba             | Ángel S. Ávalos (PAN)                   | 5.179  |
| Córdoba             | José Cortés Funes (PAN)                 | 5.179  |
| Córdoba             | Nieves Videla                           | 3      |
| Córdoba             | Marcos N. Juárez (PAN)                  | 2      |
| Córdoba             | Waldino Obregón                         | 2      |
| Córdoba             | Miguel Juárez Celman (PAN)              | 2      |
| Córdoba             | Ramón José Cárcano (PAN)                | 2      |
| Córdoba             | Leandro N. Alem (UCR)                   | 2      |
| Córdoba             | Aristóbulo del Valle (UCR)              | 2      |
| Córdoba             | Leandro Pereyra (UCR)                   | 2      |
| Córdoba             | Mariano Demaría (UCR)                   | 2      |
| Córdoba             | Bernardo de Irigoyen (UCR)              | 2      |
| Córdoba             | José Pereira Molina                     | 1      |
| Córdoba             | Casimiro Olzábal                        | 1      |
| Córdoba             | Nicolás Carballo                        | 1      |
| Córdoba             | José Yrusta                             | 1      |
| Córdoba             | José Llanos Sánchez                     | 1      |
| Córdoba             | Manuel Astrada                          | 1      |
| Córdoba             | Maximiliano Alla                        | 1      |
| Córdoba             | Juan Molina                             | 1      |
| Córdoba             | Francisco S. Allino                     | 1      |
| Córdoba             | Roberto Funes                           | 1      |
| Corrientes          | Manuel Florencio Mantilla (UCR)         | 10.048 |
| Corrientes          | José R. Amarilla (UCN)                  | 6.409  |
| Corrientes          | José R. Gómez (UCN)                     | 6.286  |
| Corrientes          | Juan Bejarano                           | 3.445  |
| Corrientes          | José Miguel Guastavino                  | 3.348  |
| Corrientes          | Benigno Martínez (UCN)                  | 2      |
| Corrientes          | J. J. Hall                              | 2      |
| Corrientes          | Agustín Pedro Justo (UCN)               | 1      |
| Corrientes          | R. Amadey                               | 1      |
| Corrientes          | Pedro R. Fernández                      | 1      |
| Corrientes          | Juan Valenzuela                         | 1      |
| Corrientes          | Eliseo Veron                            | 1      |
| Corrientes          | Manuel Bejarano                         | 1      |
| Entre Ríos          | Lucas Ayarragaray (PAN)                 | 7.968  |
| Entre Ríos          | Facundo F. Grané (UCN)                  | 7.968  |
| Entre Ríos          | Francisco J. Gigena                     | 7.968  |
| Entre Ríos          | Cupertino Otaño                         | 7.968  |
| Entre Ríos          | Faustino Miguel Parera (PAN)            | 7.968  |
| Entre Ríos          | Francisco Quesada                       | 7.967  |
| Entre Ríos          | Manuel Quintana                         | 4      |
| Entre Ríos          | Francisco A. Barroetaveña (UCR)         | 2      |
| Entre Ríos          | Antonio Medina                          | 2      |
| Entre Ríos          | Eduardo Larroque                        | 1      |
| Entre Ríos          | Julio Fonrouge                          | 1      |
| Entre Ríos          | José Lino Churruarín (UCR)              | 1      |
| Entre Ríos          | Emilio Gouchón (UCN)                    | 1      |
| Entre Ríos          | Luciano Quesada                         | 1      |
| Entre Ríos          | Torcuato Gilbert (PAN)                  | 1      |
| Jujuy               | Sergio Alvarado (PAN)                   | 2.442  |
| Jujuy               | José S. Cuñado                          | 400    |
| La Rioja            | Adolfo E. Dávila (PAN)                  | 2.162  |
| La Rioja            | Arturo Castaño                          | 1.936  |
| La Rioja            | Felipe S. Giménez                       | 1      |
| Mendoza             | Benito Villanueva (PAN)                 | 3.252  |
| Mendoza             | Ángel Ceretti                           | 1.777  |
| Mendoza             | Pedro Lobos Amigorena                   | 1.471  |
| Mendoza             | Ezequiel Tabanera (h)                   | 2      |
| Mendoza             | Pedro A. Guevara                        | 1      |
| Mendoza             | Eduardo Teisaire (UCR)                  | 1      |
| Mendoza             | Pedro J. Anzorena                       | 1      |
| Mendoza             | Antenor F. Pereira                      | 1      |
| Salta               | Pedro J. Frías                          | 5.225  |
| Salta               | Ricardo Pío Figueroa                    | 4.783  |
| Salta               | Ángel M. Ovejero                        | 3.867  |
| Salta               | Carlos Grande                           | 3.286  |
| Salta               | Juan M. Salvá                           | 1.626  |
| Salta               | Arturo Dávalos                          | 1      |
| Salta               | Mariano Peralta                         | 1      |
| Salta               | Rosendo Barrio                          | 1      |
| Salta               | Enrique Danse                           | 1      |
| San Juan            | Enrique Godoy (PAN)                     | 3.630  |
| Santa Fe            | Agustín Cabal (PAN Leiva)               | 5.810  |
| Santa Fe            | Luis A. Vila (PAN Gálvez)               | 5.810  |
| Santa Fe            | José Ignacio Llobet (PAN Leiva)         | 5.810  |
| Santa Fe            | A. Lagos                                | 34     |
| Santa Fe            | Pedro Lino Funes                        | 34     |
| Santa Fe            | Marcos Mugica                           | 34     |
| Santa Fe            | Ramón J. Lassaga (PAN Leiva)            | 1      |
| Santa Fe            | José Ignacio Peiteado                   | 1      |
| Santiago del Estero | Gregorio González                       | 2.921  |
| Santiago del Estero | Jaime Vieyra                            | 2.921  |
| Santiago del Estero | Juan A. Pintos                          | 2.921  |
| Santiago del Estero | David Herrera                           | 2.921  |
| Santiago del Estero | José M. Corbalán                        | 2.369  |
| Santiago del Estero | Juan H. Borges                          | 2.369  |
| Santiago del Estero | Manuel Gorostiaga                       | 2.369  |
| Santiago del Estero | Maximio Ruiz                            | 2.369  |
| Santiago del Estero | Pedro Olaechea y Alcorta                | 2      |
| Santiago del Estero | Benjamín Palacio                        | 2      |
| Santiago del Estero | Ramón Iramain                           | 2      |
| Santiago del Estero | Gregorio Santillán                      | 1      |
| Santiago del Estero | Napoleóno Taboada                       | 1      |
| Tucumán             | Eliseo Cantón (PAN)                     | 4.578  |
| Tucumán             | Próspero Mena (PAN)                     | 4.575  |
| Tucumán             | Marco Aurelio Avellaneda (PAN)          | 4.570  |

1. ↑  Renunció el 27 de junio de 1894. Las vacantes por su renuncia y la renuncia de Juan Carlos Belgrano son completadas por Leandro N. Alem y Mariano Demaría en una elección especial el 3 de febrero de 1895.
2. ↑  Nunca asumió. Las vacantes por su renuncia y la renuncia de Francisco Ayerza son completadas por Leandro N. Alem y Mariano Demaría en una elección especial el 3 de febrero de 1895.
3. ↑  Tomás Torres Agüero, Abel Pardo, Nicolás E. Albrosini, M. Ray, Francisco Baralla, Aristóbulo del Valle, Ramón García, Julio Bilis, Tomás Ezcurra, Federico Leloir, Hipólito Yrigoyen, Santiago Luna, Benjamín Victorica, Vicente Villamayor, L. Latorre, Alberto Ugalde, Zenón Videla Dorna, Ignacio Fernando, Miguel Obarrio, Antonio Obligado, Ernesto Mendizábal, Carlos Ceballo, Florencio Roberts, Manuel Campos, Juan R. Gutiérrez, Ramón S. Calderón, Pedro A. Banes y Julio Figueroa.
4. ↑  Electo para completar el mandato de Jacinto Ríos (1892-1896).
5. ↑  Electo para completar el mandato de Ramón T. Figueroa (1892-1896).
6. ↑  Renunció el 30 de abril de 1895. Las vacantes por su renuncia y la renuncia de Faustino Miguel Parera son completadas por Samuel Parera Denis y Torcuato Gilbert en una elección especial el 30 de agosto de 1895.
7. ↑  Renunció el 30 de abril de 1895. Las vacantes por su renuncia y la renuncia de Francisco J. Gigena son completadas por Samuel Parera Denis y Torcuato Gilbert en una elección especial el 30 de agosto de 1895.
8. ↑  Elección anulada por la Cámara de Diputados. Lo reemplaza Adolfo E. Dávila en una elección especial el 3 de febrero de 1895.
9. 1 2  Elección anulada por la Cámara de Diputados. Lo reemplaza Pedro J. Frías y Sidney Tamayo en una elección especial el 26 de agosto de 1894.
10. ↑  Renunció el 22 de mayo de 1897, lo reemplaza Arnobio Sánchez en una elección especial el 22 de agosto de 1897.
11. ↑  Electo para completar el mandato de Eliseo M. Videla (1892-1896).

## Elecciones parciales
| Provincia       | Fecha                | Candidato              | Votos  |
| --------------- | -------------------- | ---------------------- | ------ |
| Buenos Aires    | 3 de febrero de 1895 | Mariano Demaría (UCR)  | 11.296 |
| Buenos Aires    | 3 de febrero de 1895 | Leandro N. Alem (UCR)  | 11.288 |
| Buenos Aires    | 3 de febrero de 1895 | Bonifacio Lastra (UCN) | 9.605  |
| Buenos Aires    | 3 de febrero de 1895 | Miguel Cané (PAN)      | 9.454  |
| Buenos Aires    | 3 de febrero de 1895 | Carlos Salas           | 275    |
| Buenos Aires    | 3 de febrero de 1895 | Francisco Seguí        | 11     |
| Buenos Aires    | 3 de febrero de 1895 | Carlos Pellegrini      | 9      |
| Buenos Aires    | 3 de febrero de 1895 | Miguel Morel           | 3      |
| Buenos Aires    | 3 de febrero de 1895 | Julio Argentino Roca   | 2      |
| Buenos Aires    | 3 de febrero de 1895 | Ramón L. Falcón        | 2      |
| Buenos Aires    | 3 de febrero de 1895 | Guillermo Doll         | 2      |
| Buenos Aires    | 3 de febrero de 1895 | Daniel Donovan         | 2      |
| Buenos Aires    | 3 de febrero de 1895 | G. J. Pérez            | 2      |
| Buenos Aires    | 3 de febrero de 1895 | Ángel Pintos           | 2      |
| Buenos Aires    | 3 de febrero de 1895 | Mariano Varela         | 1      |
| Buenos Aires    | 3 de febrero de 1895 | Pedro A. Márquez       | 1      |
| Buenos Aires    | 3 de febrero de 1895 | Santiago Albarracín    | 1      |
| Buenos Aires    | 3 de febrero de 1895 | Gabriel V. Vargará     | 1      |
| Buenos Aires    | 3 de febrero de 1895 | Manuel V. Segovia      | 1      |
| Buenos Aires    | 3 de febrero de 1895 | Octavio Zapiola        | 1      |
| Buenos Aires    | 3 de febrero de 1895 | Juan Carballido        | 1      |
| Buenos Aires    | 3 de febrero de 1895 | Nicolás Robbio         | 1      |
| Buenos Aires    | 3 de febrero de 1895 | Hipólito Yrigoyen      | 1      |
| Buenos Aires    | 3 de febrero de 1895 | Dardo Rocha            | 1      |
| Buenos Aires    | 3 de febrero de 1895 | Nicolás Achával        | 1      |
| Buenos Aires    | 3 de febrero de 1895 | José Nicolás Matienzo  | 1      |
| Buenos Aires    | 3 de febrero de 1895 | Honorio Calderón       | 1      |
| Capital Federal | 3 de febrero de 1895 | Martín M. Torino (UCR) | 5.349  |
| Capital Federal | 3 de febrero de 1895 | Enrique Navarro Viola  | 370    |
| Capital Federal | 24 de marzo de 1895  | Miguel G. Morel (UCN)  | 3.692  |
| Capital Federal | 24 de marzo de 1895  | Pedro Beracochea       | 3.274  |
| Córdoba         | 26 de mayo de 1895   | Gaspar Ferrer          | 2.846  |
| Entre Ríos      | 30 de agosto de 1895 | Samuel Parera Denis    | 5.811  |
| Entre Ríos      | 30 de agosto de 1895 | Torcuato Gilbert       | 5.811  |
| Entre Ríos      | 30 de agosto de 1895 | José Lino Churruarín   | 2      |
| Entre Ríos      | 30 de agosto de 1895 | Antonio Medina         | 2      |
| La Rioja        | 3 de febrero de 1895 | Adolfo E. Dávila       | 3.614  |
| La Rioja        | 3 de febrero de 1895 | Arturo Castaño         | 1      |
| La Rioja        | 3 de febrero de 1895 | Félix Agüero           | 1      |
| Salta           | 26 de agosto de 1894 | Pedro J. Frías         | 3.515  |
| Salta           | 26 de agosto de 1894 | Sidney Tamayo          | 3.515  |
| Salta           | 26 de agosto de 1894 | José D. Anzoategui     | 1      |
| Salta           | 26 de agosto de 1894 | Manuel Figueroa Araoz  | 1      |
| Salta           | 26 de agosto de 1894 | Policarpo Romero       | 1      |
| Salta           | 26 de agosto de 1894 | Aníbal Figueroa        | 1      |

1. ↑  Electo junto a Leandro N. Alem completar los mandatos de Francisco Ayerza y Juan Carlos Belgrano (1894-1898).
2. ↑  Electo junto a Mariano Demaría completar los mandatos de Francisco Ayerza y Juan Carlos Belgrano (1894-1898). Leandro N. Alem falleció el 1 de julio de 1896, no fue reemplazado.
3. ↑  Electo para completar el mandato de Manuel J. Campos (1892-1896).
4. ↑  Electo para completar el mandato de Antonio Bermejo (1892-1896).
5. ↑  Electo para completar el mandato de José Figueroa Alcorta (1892-1896).
6. ↑  Electo junto a Torcuato Gilbert completar los mandatos de Francisco J. Gigena y Faustino M. Parera (1894-1898).
7. ↑  Electo junto a Samuel Parera Denis completar los mandatos de Francisco J. Gigena y Faustino M. Parera (1894-1898).
8. 1 2 3  Electo para el mandato de 1894-1898, luego de la anulación de la elección general de 1894.